# Agabetinae
Los agabetinos (Agabetinae) son una tribu de coleópteros adéfagos perteneciente a la familia Dytiscidae. Contiene un solo género monotípico Agabetes

## Especies
- Agabetes acuductus	(Harris 1829)
- Agabetes svetlanae	Nilsson 1989